# HP 95LX

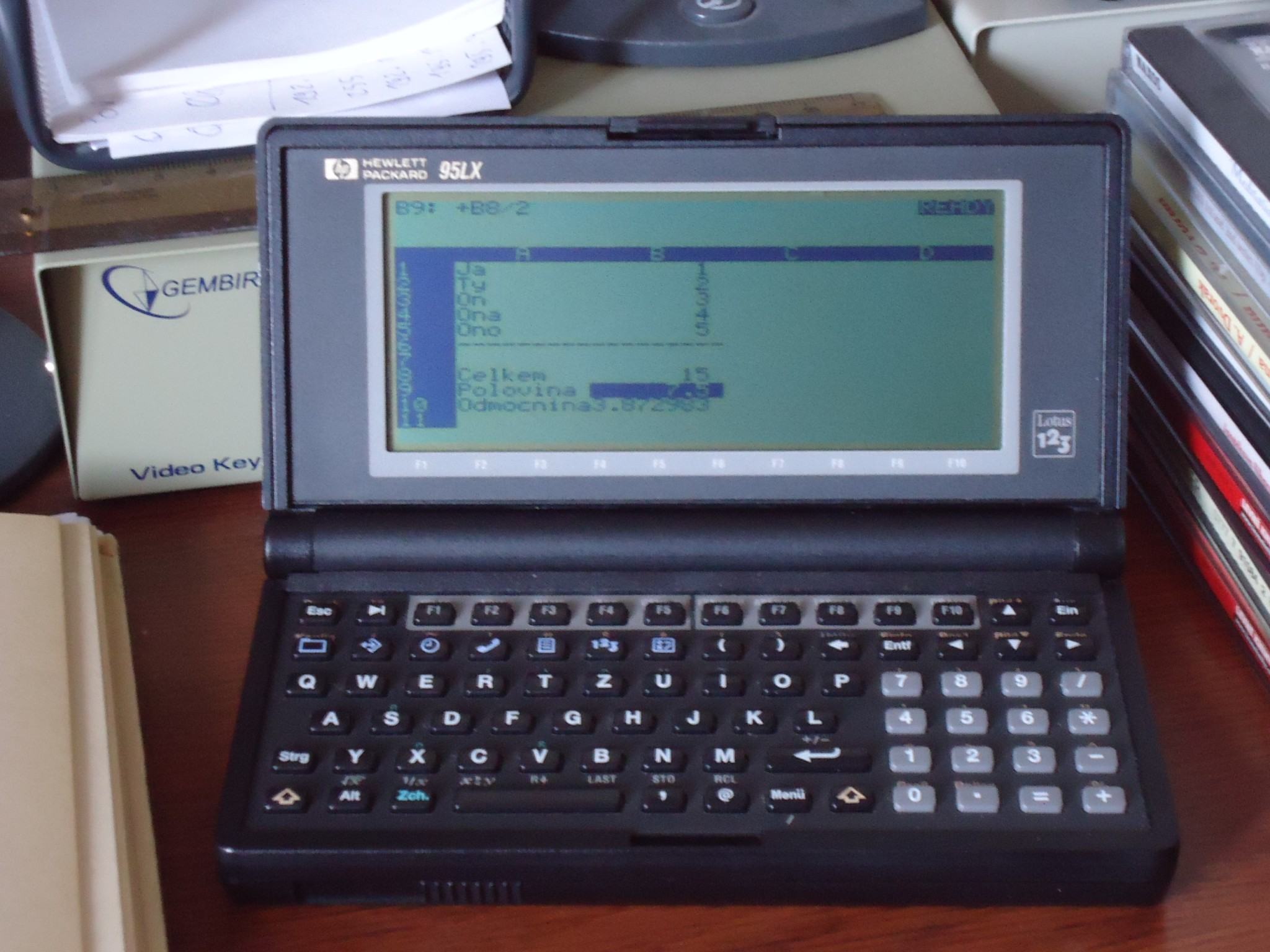
Il HP-95LX

HP 95LX è stato il primo pocket computer MS-DOS introdotto dalla Hewlett-Packard nel 1991.
Ha una CPU NEC V20 (un clone dell'Intel 8088) e non si può considerare completamente PC compatibile, per il suo schermo LCD con risoluzione di un quarto MDA.
Ha come sistema operativo MS-DOS versione 3.22 e Lotus 1-2-3 preinstallato. Altri software nella ROM comprendono una calcolatrice,una rubrica telefonica, un'agenda, un programma di comunicazione, un semplice editore di testo e un videogioco: Tiger fox, consistente nel guidare in una serie di labirinti un omino, evitando una tigre e una volpe (da qui il nome). Include una pila a bottone per il backup se le due pile stilo principali si scaricano. È anche possibile usare il 95 LX tramite un trasformatore per la presa a muro.
Come memoria di massa il HP95LX ha uno slot PCMCIA, che può contenere una RAM card statica. È fornito di porta seriale compatibile RS-232, ed anche di una porta ad infrarossi per la stampa con stampanti compatibili HP. In modalità caratteri il display mostra 16 linee di 40 caratteri e non è retro-illuminato.